# 피터 올드링
피터 올드링(Peter Oldring, 1979년 8월 25일 ~ )은 캐나다의 배우이다.

## 영화
- 더 룩킹 플래닛 (2014년)
- Venice Heat (2011)
- 글렌 마틴 DDS (2009년)
- 영 피플 퍼킹 (2007년)
- 블루 콜러 TV (2004년) - 베어리어스 캐릭터스 역
- 더 엔드리스 그린드 (2001년)
- 상실의 시대 (2001년)